# Yamaha TRX
La TRX est un modèle de moto sportive semi-carénée, commercialisée en 1995 par le constructeur japonais Yamaha.

## Présentation
En préambule, en 1991, le magazine allemand Das Mottorad crée un prototype basé sur un moteur de Yamaha TDM dans un cadre de 600 FZR.
En 1993, le préparateur japonais Over créé la OV15 basé sur ce moteur gonflé à 102 ch et 868 cm3, couplé à une boîte de vitesses à six rapports et monté dans un cadre de sa fabrication.
Initialement sortie pour concurrencer la Ducati 900 SS, sans en avoir le prestige ni les performances (surtout au niveau partie cycle), cette moto a été un magnifique flop commercial en Europe. Il se serait vendu 1 695 TRX en France durant ses 3-4 ans de commercialisation.[réf. nécessaire]
Les pays où elle a malgré tout eu un certain succès sont l'Australie, le Japon, l'Allemagne et le Royaume-Uni[réf. nécessaire]. Elle n’a pas été importée aux États-Unis.

## Moteur
La Yamaha 850 TRX (type 4UN) est équipée d'un moteur bicylindre en ligne 4 temps de 849 cm3 calé à 270°, une distribution à double arbre à cames en tête, cinq soupapes par cylindre pour 82,9 ch. Il est alimenté par deux carburateurs Mikuni de 38 mm de diamètre.
Conçue comme un patchwork de pièces existantes (fourche et frein FZR, moteur TDM, optique de Yamaha Diversion), elle hérite du moteur de la 750 XTZ, avec une cylindrée augmentée de la 850 TDM (3VD) et surtout le calage de vilebrequin repris à la 850 YZE850T du Paris Dakar, lui conférant un caractère moteur plus affirmé, se rapprochant du comportement des bicylindres en V à 90°.
Elle reste un des premiers bicylindres sportif japonais, avant la Suzuki SV, la Suzuki TL et la Honda VTR, les bicylindres sportifs étant historiquement une spécialité européenne.
Ce moteur est de type carter sec, et nécessite donc un contrôle fréquent du niveau d'huile à chaud.
Le constructeur signale qu'une consommation normale d'huile se situe à 0,5 l/1 000 km.[réf. nécessaire]
Ce défaut a heureusement été corrigé par un traitement céramique des cylindres sur la 900 TDM, dont le moteur peut, avec certes quelques modifications, se greffer dans la partie cycle de la TRX.

## Partie cycle

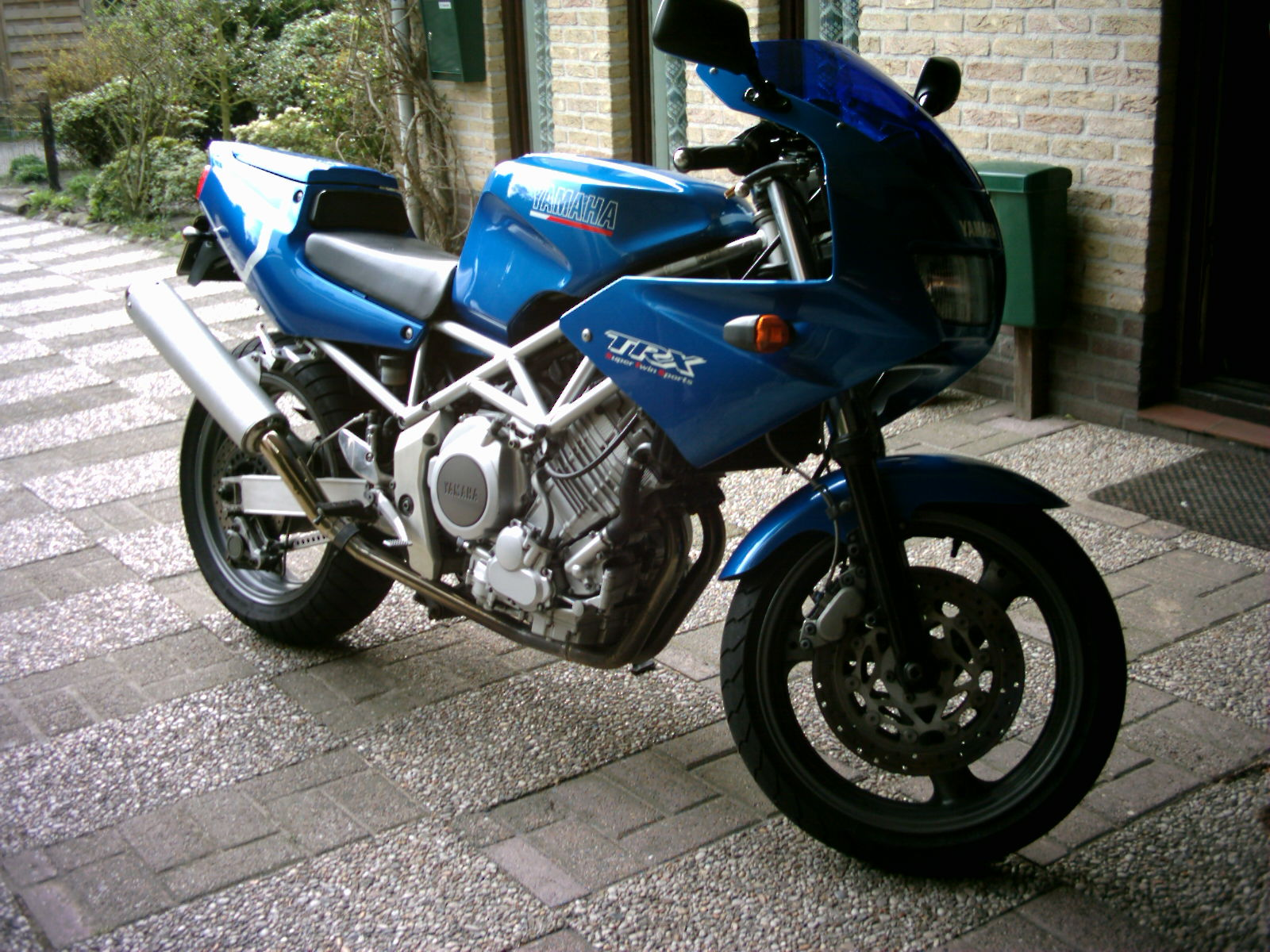
Yamaha TRX 850

Yamaha n'est pas a son premier cadre tubulaire, pour preuve la 200 SDR (en) (1986-1987).
La suspension avant est assurée par une fourche classique de 41 mm, réglable en détente et précontrainte.
L'amortisseur arrière est réglable en compression, détente et précontrainte.
Le freinage assuré à l'avant par des étriers issus des FZR et XJR.
Elle était livrée chaussée de Michelin Macadam 90.

## Millésimes
code couleur : carénages-cadre
1996 - noir-noir / bleu-gris / rouge-gris
- 1re 'longue'
- présence d'un tube entre la boite à air et le cadre (côté gauche)
- molette de l'amortisseur en alu (en plastique noir par la suite)

1997 - noir-noir / bleu-gris / rouge-gris
1998 -  noir-gris / rouge & noir-noir / vert-gris
- alarme précablée sous le siège passager

Les moteurs sont gris alu sauf au Japon et en Australie où ils peuvent être noirs.
Là-bas, elle est sortie en rouge-blanc et blanc-rouge, des carburateurs identiques à la version française mais avec pompe de reprise, un boitier d'allumage différent ainsi qu'une bride à 180km/h dans le compteur vitesse et des étriers Brembo.

## Divers
Cette moto possède une assez bonne cote de popularité par son caractère moteur, son faible coût d’entretien et sa versatilité.
Elle a été engagée pour les 8 h de Suzuka dans la fin des années 1990 et en Protwin en France en 2004 (869 cm3. Ces deux modèles sortent environ 110 ch à la roue avec pléthore de pièces spécifiques, fourche inversée, boite à six vitesses...
Un TRX Trophy a également existé dans l'hexagone dans les années 96-98.
Victoire de Cees Doorakkers dans la Battle of the Twins en 1997. Victoire de Christophe Loustalet en Protwin en 1997.
Actuellement des TRX concourent encore dans des courses de côtes, des endurances comme la No Budget Cup ou le Dark Dog Moto Tour.
Une TRX sert de base à la moto de Lara Croft dans le film Lara Croft : Tomb Raider.